# Pittosporopsis
Pittosporopsis, monotipski biljni rod dvosupnica iz porodice Metteniusaceae smješten u tribus Metteniusoideae. Jedina vrsta je P. kerrii, drvo ili grm iz Indokine i kineske provincije Yunnan
Rod je opisan u Bulletin of Miscellaneous Information, Royal Gardens, Kew 1911: 28. 1911.

## Sinonimi
- Pittosporopsis kerrii Craib, C.Y.Wu & W.T.Wang; Acta Phytotax. Sin. 6: 279 (1957), descr. ampl.
- Pittosporopsis nervosa Gagnep.; Not. Syst., ed. Humbert 13: 136 (1947)
- Stemonurus yunnanensis Hu
- Pittosporum nervosum (Gagnep.) Gowda; J. Arnold Arbor. 32: 327 (1951)